# Элкок, Роланд
Роланд Эдвард Элкок VC MM (англ. Roland Edward Elcock; 5 июня 1899 — 6 октября 1944) — майор Британской армии, кавалер Креста Виктории.

## Биография
Родился 5 июня 1889 года в Вулвергемптоне. Работал клерком. В октябре 1914 года в возрасте 15 лет попытался попасть в Британскую армию, однако был уволен и отправлен обратно на гражданскую службу, когда установили его реальный возраст. В возрасте 18 лет был официально призван в армию, служил в 11-м батальоне полка Королевских шотландцев (Лотианского полка) во время Первой мировой войны.
15 октября 1918 года к юго-востоку от Капелль-Сен-Катерин во Франции отличился в бою, за что был награждён Крестом Виктории:

Капрал Элкок возглавил атаку расчёта пулемёта Льюиса и по собственной инициативе продвинул оружие на 10 ярдов в сторону вражеских орудий, которые наносили тяжёлые потери и сдерживали наступление. Он вывел оба орудия из строя, захватив пятерых пленных, и без сомнений предотвратил срыв атаки. Позже у реки Лис этот офицер атаковал вражеский пулемёт, захватив в плен его расчёт.
Оригинальный текст (англ.)Corporal Elcock was in charge of a Lewis gun team, and entirely on his own initiative he rushed his gun up to within 10 yards of enemy guns which were causing heavy casualties and holding up the advance. He put both guns out of action, capturing five prisoners and undoubtedly saved the whole attack from being held up. Later, near the River Lys, this NCO again attacked an enemy machine-gun and captured the crew.

Позже Элкок был произведён в майоры, служил в Британской Индийской армии во время Второй мировой войны. Скончался 6 октября 1944 года.
Крест Виктории, которым он был награждён, является экспонатом Музея Королевских шотландцев в Эдинбургском замке.